# 相原あきら
相原 あきら（あいはら あきら）は日本の小説家。

## 主な作品

### 電撃文庫
- 世界は悪魔で満ちている?[1][2]（イラスト：南野彼方、2巻、2006年7月 - 2006年10月）
- 赤の9番【隷従】[3]（イラスト：カズオキ、単巻、2010年1月）
- 彼女の運命ゲーム系[4]（イラスト：IsII、単巻、2010年12月）
- イヤになるほどヒミコなヤンキー[5][6]（イラスト：堀愛里、2巻、2011年11月 - 2012年4月）
- 漆黒のエインヘリアル[7][8][9]（イラスト：nyoro、3巻、2013年6月 - 2014年1月）
- 僕をこっぴどく嫌うS級美少女はゲーム世界で僕の信者[10]（イラスト：小林ちさと、単巻、2020年5月）

### アスキーメディアワークス
- 釘男[11]（単巻、2008年6月）

### MF文庫J
- ちゅーぱらだいす[12]（イラスト：みこ、2015年10月）
- 放課後限定カノジョ 〜ご利用は計画的に〜[13] (イラスト：あめとゆき、2019年4月)

### メディアワークス文庫
- 一年前の君に、一年後の君と。[14]（単巻、2017年3月）
- 大黒さまの福さがし[15]（単巻、2018年3月）